# Die Polizei
Die Polizei ist eine seit 1904 erscheinende Fachzeitschrift für das Polizeiwesen mit Beiträgen aus der Deutschen Hochschule der Polizei in Münster-Hiltrup. Die Zeitschrift wird von leitenden Polizei- und Ministerialbeamten herausgegeben und erscheint monatlich im Carl Heymanns Verlag, der seit 2006 zu Wolters Kluwer gehört.
Herausgeber ist der ehemalige Präsident der Deutschen Hochschule der Polizei, Klaus Neidhardt. Mitherausgeber sind mit Stand 2009 die Landespolizeipräsidenten von Baden-Württemberg (Erwin Hetger), Bayern (Waldemar Kindler), Hessen (bis 2010: Norbert Nedela) und Niedersachsen (Andreas Bruns), die Ministerialbeamten und Leiter der Polizeiabteilung in den Ministerien des Inneren von Nordrhein-Westfalen (Norbert Salmon), Rheinland-Pfalz (Joachim Laux) und Saarland (Klaus Viergutz) sowie Jörg Ziercke, ehemaliger Präsident des BKA.
Zu den ehemaligen Herausgebern gehört Hans-Ulrich Werner, Kommandeur der Schutzpolizei in West-Berlin, und davor stellvertretender Leiter des Polizei-Instituts in Münster-Hiltrup, Vorläufer der heutigen Deutschen Hochschule der Polizei.
Die Zeitschrift gehört zu den zehn wichtigsten bundesweit erscheinenden polizeinahen Fachzeitschriften. Sie wird von Fachpublikum – insbesondere in den Ausbildungsstätten der Polizei – gelesen, aber auch von Praktikern in allen Polizeizweigen. Durch ihr Erscheinen in einem wissenschaftlichen Fachverlag aber auch durch ihre Anmutung hebt sich die Zeitschrift von den Publikationen von Polizeigewerkschaften und Innenministerien ab.